# Éxtreme Desbois
Éxtreme Desbois, född 12 maj 2014, är en fransk varmblodig travhäst som tränas av Benjamin Goetz och rids av antagligen Clément Frecelle eller Benjamin Rochard
Éxtreme Desbois började tävla i juli 2017 och inledde med en sjundeplats för att sedan ta sin första seger i nionde starten. Han har hittills under sin karriär in 544 920 euro på 94 starter, varav 21 segrar, 10 andraplatser och 5 tredjeplatser. Karriärens hittills största seger har kommit i Prix de Londres (2024).
Han har också segrat i Prix Alfred Lefevre (2024), Prix Roger Ledoyen (2025) dessutom har han kommit på andraplats i Prix Georges Dreux (2024), Prix Cornelia (2025) och Prix Louis Sauve (2025) samt på tredjeplats i Prix de Pompadour (2021).

## Statistik
| Statistik för Éxtreme Desbois (Ref.) | Statistik för Éxtreme Desbois (Ref.) | Statistik för Éxtreme Desbois (Ref.) | Statistik för Éxtreme Desbois (Ref.) | Statistik för Éxtreme Desbois (Ref.) | Statistik för Éxtreme Desbois (Ref.) |
| ------------------------------------ | ------------------------------------ | ------------------------------------ | ------------------------------------ | ------------------------------------ | ------------------------------------ |
| Starter                              | Placeringar                          | Startprissumma                       | Segerprocent                         | Platsprocent                         | Rekord                               |
| 94                                   | 21-10-5                              | 544 920 euro                         | 22 %                                 | 38 %                                 | 1.11,4ak,                            |

### Större segrar
| År   | Lopp                | Kusk             | Vinstbelopp | Grupp   |
| ---- | ------------------- | ---------------- | ----------- | ------- |
| 2024 | Prix de Londres     | Clément Frecelle | 54 000 EUR  | Grupp 2 |
| 2024 | Prix Alfred Lefevre | Clément Frecelle | 40 500 EUR  | Grupp 3 |
| 2025 | Prix Roger Ledoyen  | Benjamin Rochard | 40 500 EUR  | Grupp 3 |